# 尾崎恵一
尾崎 恵一（おざき けいいち、1963年12月24日 - ）は、東京都出身の元プロボクサーで、現在はスポーツライター。スタイルは右ボクサーファイター。階級はバンタム級。現役時代はオサムジム所属で日本バンタム級王座を2度獲得。

## 来歴

### 現役時代
1982年9月3日、川手康生戦でデビューも判定負け。
11月1日、松村裕介から判定で初勝利。
1987年1月14日、タイ出身のカオコー・ギャラクシーと対戦するが、判定負け。
1989年3月20日、27戦目で島村聡一が持つ日本バンタム級王座に挑戦し、判定で初タイトル獲得。
6月12日、クラッシャー三浦相手に初防衛戦も、判定負けで王座陥落。
8月30日、フィリピン出身のルイシト・エスピノサと対戦するが、判定負け。
1991年4月13日、岡部繁が持つ日本バンタム級王座に挑戦し、判定で王座奪還。
6月30日、薬師寺保栄に9回TKO負けでまたしても初防衛ならず。
12月14日、山岡正規に判定負けでこの試合を最後に引退。

### 引退後
引退後はスポーツライターに転じ、1993年から「ワールド・ボクシング（現ボクシング・ビート）」にてコラムを執筆している。
執筆活動と並行して、マラソンに挑戦しており、2008年には44歳にしてサブスリー（3時間未満）を記録した。

## 戦績
- プロボクシング：38戦19勝（2KO）17敗2分

## 獲得タイトル
- 第47代日本バンタム級王座
- 第50代日本バンタム級王座